# Лукавице (Сански Мост)
Лукавице су насељено мјесто у Босни и Херцеговини у општини Сански Мост које административно припада Федерацији Босне и Херцеговине. Према попису становништва из 1991. у насељу је живјело 606 становника.

## Становништво
| Националност       | 1991.        | 1981.        | 1971.        |
| Муслимани          | 410 (67,65%) | 485 (65,36%) | 426 (59,66%) |
| Срби               | 181 (29,86%) | 235 (31,67%) | 255 (35,71%) |
| Хрвати             | 8 (1,32%)    | 14 (1,88%)   | 31 (4,34%)   |
| Југословени        | 1 (0,16%)    | 4 (0,53%)    | 0            |
| остали и непознато | 6 (0,99%)    | 4 (0,53%)    | 2 (0,28%)    |
| Укупно             | 606          | 742          | 714          |